# Margarodes perrisii
Margarodes perrisii är en insektsart som beskrevs av Victor Antoine Signoret 1876. Margarodes perrisii ingår i släktet Margarodes och familjen pärlsköldlöss.
Artens utbredningsområde är Frankrike. Inga underarter finns listade i Catalogue of Life.